# Classe Dolgorae
La classe Dolgorae (coréen :돌고래 급 잠수정) était une classe de sous-marin de poche de la marine de la République de Corée (ROKN).

## Historique
Ces sous-marins de poche furent les premiers sous-marins sud-coréens de tout type. Ils ont été acquis principalement pour acquérir une expérience initiale avec les bases de l'exploitation d'une force sous-marine. Leur mission secondaire était la formation de navires de surface de lutte anti-sous-marine à la détection de sous-marins nord-coréens.
En novembre 2011, la Corée du Sud a dévoilé ses plans pour un nouveau mini-sous-marin désigné KSS-500A. En septembre 2015, Hyundai Heavy Industries avait commencé la construction d'un mini-sous-marin HDS-400 de 40 m de long pour un client anonyme.

## Unités
- ROKS SSM-051 (1982 à 2003)
- ROKS SSM-052 (1990 à 2016)
- ROKS SSM-053 (1991 à 2016)

## Préservation
En novembre 2017, un sous-marin de classe Dolgorae a été inauguré en tant que navire musée dans le Seoul Battleship Park , à côté de la rivière Han, à l'ouest de Séoul